# 凱斯琳·甘迺迪 (電影監製)
凱斯琳·甘迺迪（Kathleen Kennedy，1953年12月9日—）生于美国加州，美國電影監製、剪接师，丈夫法蘭克·馬修同樣也是一名電影監製，夫妻倆常常與名導史蒂芬·史匹柏合作。最廣為人知的監製作品是《侏儸紀公園》。

## 作品
- 《STAR WARS：天行者的崛起》 (2019年)
- 《星際大戰外傳：韓索羅》 (2018年)
- 《星球大战：最后的绝地武士》 (2017年)
- 《星際大戰外傳：俠盜一號》 (2016年)
- 《STAR WARS：原力覺醒》(2015年)
- 《侏儸紀世界》 (2015年)
- 《林肯 (2012年電影)》(2012年)
- 《戰馬 (電影)》(2011)
- 《丁丁歷險記》 (2011年)
- 《潛水鐘與蝴蝶》 (2007年)
- 《慕尼黑》 (2005年)
- 《世界大戰》 (2005年)
- 《黑神駒前傳》 (2003年)
- 《奔騰年代》 (2003年)
- 《靈異象限》 (2002年)
- 《侏儸紀公園3》 (2001年)
- 《人工智慧》 (2001年)
- 《The Sports Pages》 (2001年)(TV)
- 《心靈控訴》 (1999年)
- 《愛在冰雪紛飛時》 (1999年)
- 《靈異第六感》 (1999年)
- 《Olympic Glory》 (1999年)
- 《侏儸紀公園2：失落的世界》 (1997年)
- 《Twister》 (1996年)
- 《The Best of Roger Rabbit》 (1996年)
- 《Balto》 (1995年)
- 《The Indian in the Cupboard》 (1995年)
- 《剛果》 (1995年)
- 《麥迪遜之橋》 (1995年)
- 《Milk Money》 (1994年)
- 《The Flintstones》 (1994年)
- 《辛德勒的名單》 (1993年)
- 《We're Back! A Dinosaur's Story》 (1993年)
- 《A Dangerous Woman》 (1993年)
- 《侏儸紀公園》 (1993年)
- 《A Far Off Place》 (1993年)
- 《Trail Mix-Up》 (1993年)
- 《Alive》 (1993年)
- 《Noises Off》 (1992年)
- 《鐵鈎船長》 (1991年)
- 《An American Tail: Fievel Goes West》 (1991年)
- 《恐怖角》 (1991年)
- 《A Brief History of Time》 (1991年)
- 《A Wish for Wings That Work》 (1991年)(TV)
- 《小魔星》 (1990年)
- 《小精靈2》 (1990年)
- 《Roller Coaster Rabbit》 (1990年)
- 《回到未來3》 (1990年)
- 《跳火山的人》 (1990年)
- 《直到永遠》 (1989年)
- 《回到未來2》 (1989年)
- 《吾愛吾父》 (1989年)
- 《Tummy Trouble》 (1989年)
- 《The Land Before Time》 (1988年)
- 《威探闖通關》 (1988年)
- 《鬼使神差》 (1987年)
- 《太陽帝國》 (1987年)
- 《驚異大奇航》 (1987年)
- 《美國鼠譚》 (1986年)
- 《錢坑》 (1986年)
- 《紫色姐妹花》 (1986年)
- 《少年福尔摩斯》，又名《出神入化》 (1985年)
- 《回到未來》 (1985年)
- 《七寶奇謀》 (1985年)
- 《入伍前的瘋狂》 (1985年)
- 《小精靈》 (1984年)
- 《魔宮傳奇》 (1984年)
- 《陰陽魔界》 (1983年)
- 《鬼哭神號》 (1982年)
- 《外星人》 (1982年)

## 連結
- 凱斯琳·甘迺迪在互联网电影资料库（IMDb）上的資料（英文）
- 凱斯琳·甘迺迪在名人資料庫（NNDB）